# Caproni

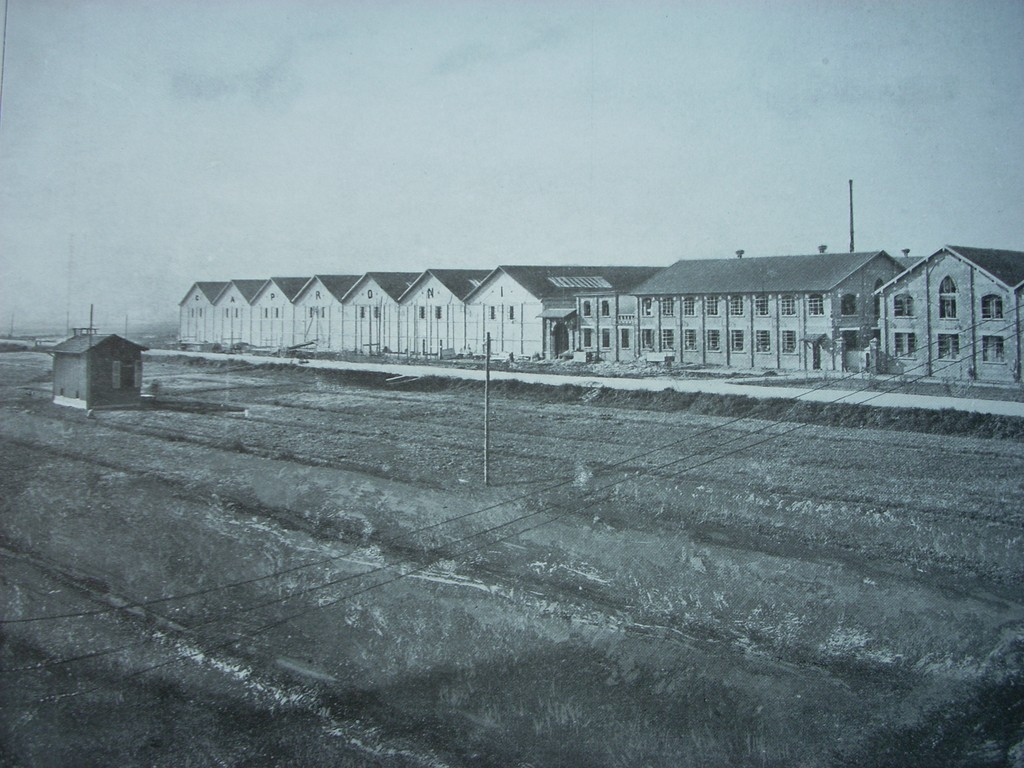
Veduta panoramica delle officine Caproni di Taliedo, Milano 1920 ca (Archivio famiglia Caproni Roma)

Caproni foi uma construtora italiana iniciada em 1908 por Giovanni Battista "Gianni" Caproni. Em 1911, o nome inicial Società de Agostini e Caproni, passou para Società Caproni e Comitti. O primeiro avião com a marca Caproni foi feito em 1911.
Durante a Primeira Guerra Mundial, a Caproni desenvolveu vários bombardeiros pesados, usado pelas forças italianas, francesas, britânicas e americanas. Entre as duas guerras mundiais, a Caproni desenvolveu um grande sindicato chamado Società Italiana Caproni, instalada em Milão. A Caproni se dividia em 4 empresas: Caproni Bergamasca, Caproni Vizzola, Reggiane e Isotta-Fraschini.
Entre as duas guerras mundiais, a Caproni desenvolveu muitos aviões bombardeiros e de transporte de pessoas. A Società Italiana Caproni deixou de existir em 1950.

## Aeronaves

### Primeira Guerra Mundial
- Caproni Ca.1
- Caproni Ca.3
- Caproni Ca.4
- Caproni Ca.5
- Caproni Ca.6
- Caproni Ca.9

### Período inter-guerras
- Caproni Ca.60 Transaero

### Segunda Guerra Mundial
- Caproni Ca.101
- Caproni Ca.111
- Caproni Ca.133
- Caproni Ca.135
- Caproni Ca.309 Ghibli
- Caproni Ca.310 Libeccio
- Caproni Ca.311
- Caproni Ca.312
- Caproni Ca.313
- Caproni Ca.314
- Caproni Ca.316
- Caproni Campini CC.2 - Avião experimental

### Acidentes e Incidentes
- 1919 - um Ca.48 despenha-se em Verona, Itália